# Nationalpark Thy
Der Nationalpark Thy ist Dänemarks ältester Nationalpark. Er wurde 2007 unter Schutz gestellt und am 22. August 2008 offiziell eingeweiht. Der Park liegt in der dänischen Region Nordjylland auf der Insel Vendsyssel-Thy, umfasst 24.370 ha und erstreckt sich in einer Breite von bis zu 12 km von Agger Tange im Süden bis nach Hanstholm im Norden.

## Natur und Landschaft
Der westliche Teil von Thy wurde jahrhundertelang von Sandflug geprägt. Heute finden sich hinter den Strandabschnitten Dünenlandschaften, Küstenheiden und Wälder, die angepflanzt wurden, um die Sandverwehungen zu unterbinden.
Die größten Dünenheiden im Nationalpark finden sich im Wildreservat Hanstholm, in Vangså und in Ålvand sowie zwischen Stenbjerg und Lodbjerg. Dort sind große Rothirschbestände anzutreffen. Außerdem gibt es hier mehr als 200 größere und kleinere Seen, von denen viele nährstoffarme Klarwasserseen mit Sandgrund sind und entsprechende charakteristische Pflanzenarten aufweisen, z. B. Wasser-Lobelie, Brachsenkraut, Strandling und Gewöhnlicher Pillenfarn.
In Hanstholm befindet sich ein Wildreservat, in dem mehr als 30 verschiedene Vogelarten brüten, u. a. der Goldregenpfeifer, der Bruchwasserläufer, die Rohrweihe, die Sumpfohreule und der Kranich. Auch der Fischotter hat an den Seen des Reservats einen geeigneten Lebensraum gefunden.

Brutvögel im Nationalpark Thy
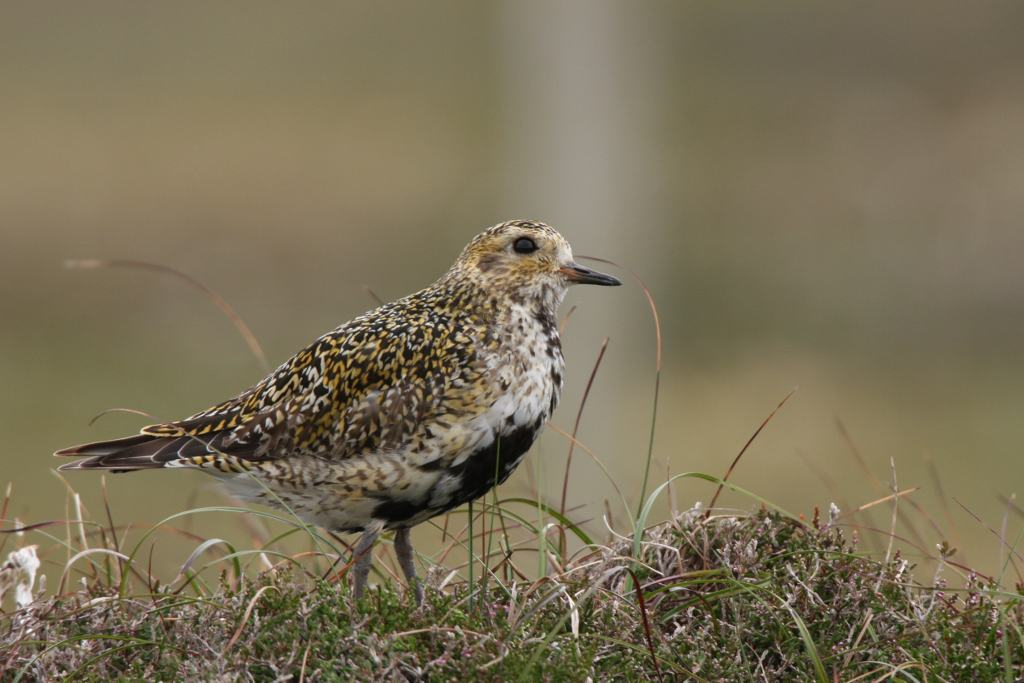
Goldregenpfeifer
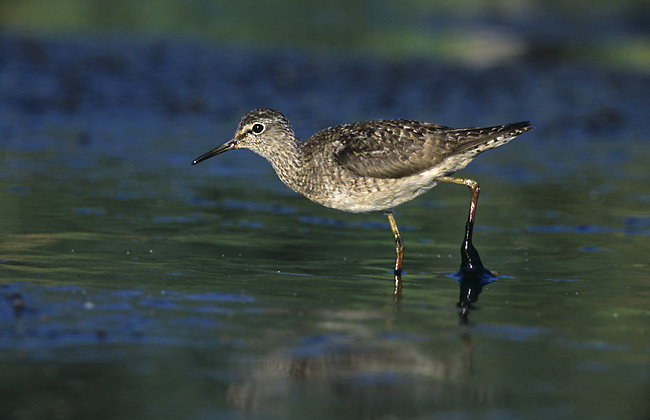
Bruchwasserläufer
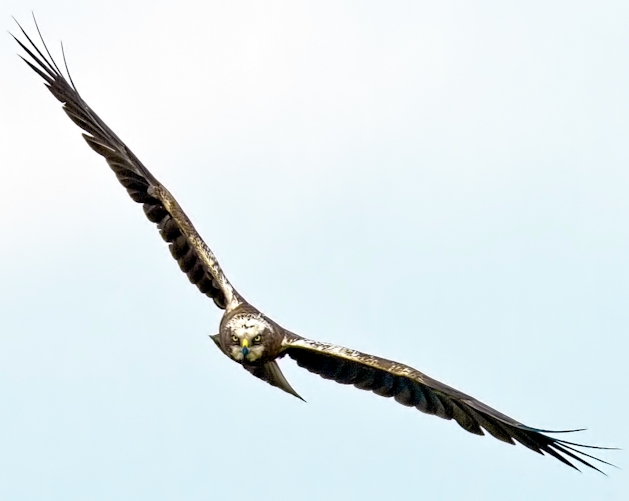
Rohrweihe
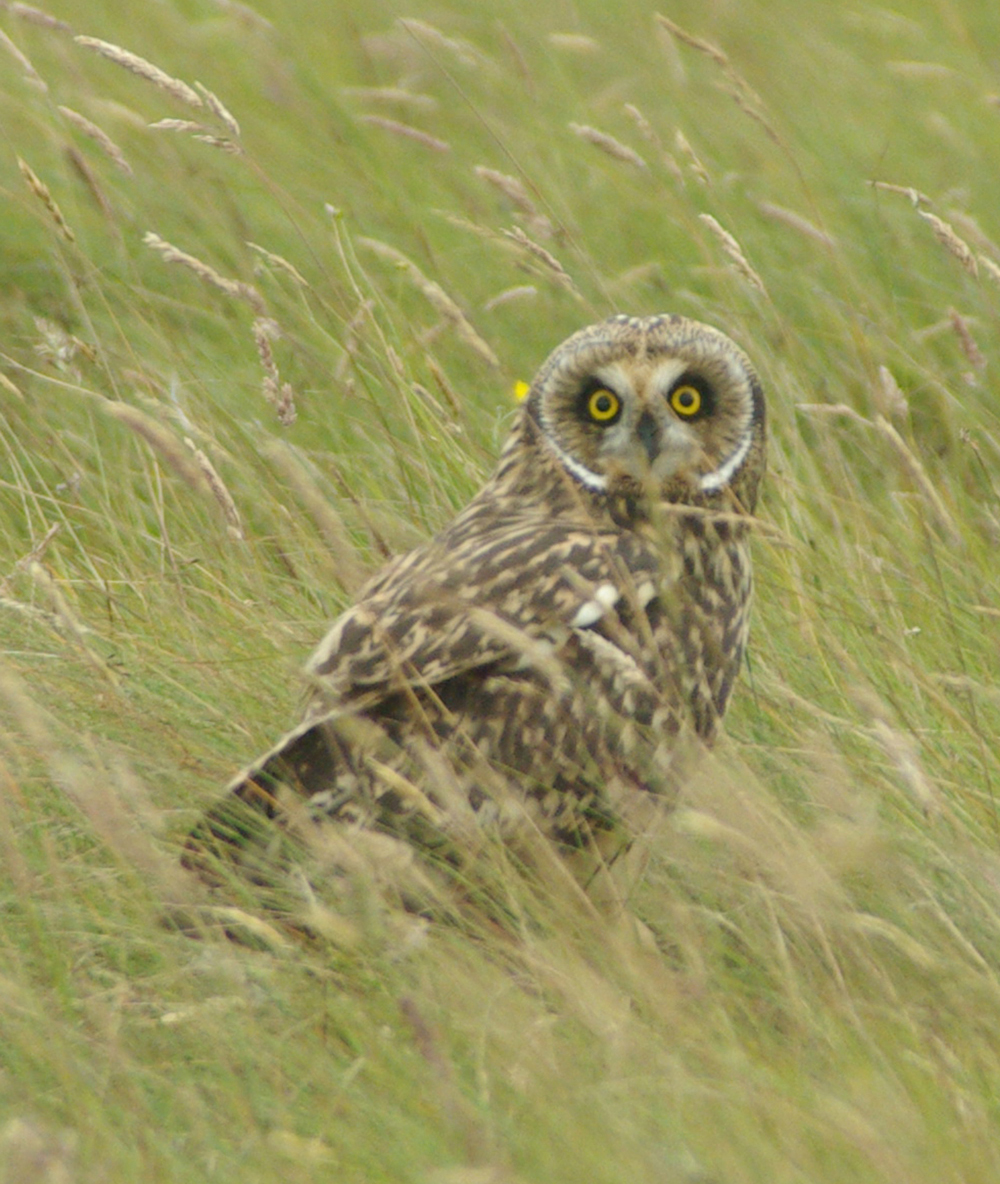
Sumpfohreule
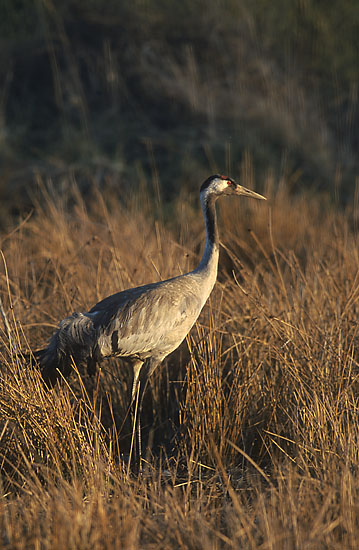
Kranich

Agger Tange im südlichen Teil des Nationalparks ist für zahlreiche Wasservögel einer der wichtigsten Rastplätze Nordeuropas. Zu den Brutvögeln gehören in diesem Bereich u. a. der Höckerschwan, die Brandente, die Spießente und das Blässhuhn, der Austernfischer, der Kiebitz, der Rotschenkel, der Kampfläufer und die Uferschnepfe.
Damit gilt der Nationalpark als internationales Vogelschutzgebiet und unterliegt dem Schutz der Ramsar-Konvention, der europäischen Vogelschutzrichtlinie und der Fauna-Flora-Habitat-Richtlinie.
Im Oktober 2012 konnte im Nationalpark Thy durch eine Fotografie der erste Wolf seit fast 200 Jahren in Dänemark nachgewiesen werden. Im November 2012 wurde vermutlich dieses Tier tot aufgefunden. Bei der Obduktion wurde ein Tumor im Halsbereich des männlichen Wolfes gefunden. Dadurch ist er verhungert. Genetische Untersuchungen ergaben, dass der Wolf aus einem sächsischen Wolfsrudel (sogenanntes Milkeler Rudel, benannt nach dem Dorf Milkel in dessen Territorium) stammt, wo er vermutlich 2009 geboren wurde. Die Entfernung zwischen seinem Geburtsort und dem Nationalpark Thy beträgt Luftlinie etwa 720 km.

## Tourismus
Von Süden nach Norden führt der historische Rettungsweg durch das Gebiet, der heute als Wanderweg genutzt wird. Früher fuhren auf ihm die Rettungsmannschaften, um ihre Ausrüstung zur Rettung von Schiffbrüchigen in den Einsatz zu bringen. Die alte Rettungsstation in Lyngby kann von Wanderern zum Übernachten genutzt werden. In der Rettungsstation in Stenbjerg wurde ein Museum über den Rettungsdienst eingerichtet.
Im August 2024 wurden bei einem Erdrutsch zwei Kinder aus Deutschland verschüttet.

## Geschichte
Zahlreiche Grabhügel aus der Bronzezeit belegen die lange Siedlungsgeschichte des Gebietes. Viele Bunkerruinen entlang der Küste erinnern an die Besetzung Dänemarks im Zweiten Weltkrieg durch deutsche Truppen.